# Liga A1 de Vóley 2001-02
La Liga A1 de Vóley 2001-02 fue la sexta edición desde la implantación de esta competencia nacional de clubes. Se inició el 30 de noviembre de 2001 con el programado partido inaugural de temporada entre Olympikus Azul y River Plate, y finalizó el 1º de mayo de 2002 con el partido final entre Rojas Scholem y UBA, que coronó a Rojas Scholem como campeón de su primer título.
En esta edición se instaló el sistema de puntuación que entrega 3 puntos al equipo que gane 3 a 0 o 3 a 1, 2 puntos al equipo que gane 3 a 2, 1 punto al equipo que pierda 3 a 2 y 0 puntos al equipo que pierda 3 a 0 o 3 a 1. Además, hubo una reducción en la cantidad de equipos, pasó de 14 participantes a 12, quedando relegados Ferro Carril Oeste de Buenos Aires, que había ganado la promoción, Rosario Central, Regatas Resistencia y Mendoza de Regatas, que había perdido la promoción y fue invitado.

## Equipos participantes
| Club                | Procedencia               | Localía                   | Temporada 2000-01       | Camp. | Part. |
| ------------------- | ------------------------- | ------------------------- | ----------------------- | ----- | ----- |
| Alianza             | Jesús María, Córdoba      | Jesús María, Córdoba      | 1.° (TNA)               | —     | 0     |
| Club de Amigos      | Ciudad de Buenos Aires    | Ciudad de Buenos Aires    | Final (4.°)             | —     | 5     |
| Hacoaj              | Tigre, Buenos Aires       | Tigre, Buenos Aires       | Semifinales (7.°)       | 1     | 5     |
| Koyote              | Salta, Salta              | Salta, Salta              | —                       | —     | 0     |
| Obras Sanitarias    | San Juan, San Juan        | San Juan, San Juan        | Semifinales (1.°)       | —     | 5     |
| Olympikus Azul      | Azul, Buenos Aires        | Azul, Buenos Aires        | Campeón (3.°)           | 1     | 4     |
| Regatas San Nicolás | San Nicolás, Buenos Aires | San Nicolás, Buenos Aires | Fase regular (14.°)     | —     | 3     |
| River Plate         | Ciudad de Buenos Aires    | Ciudad de Buenos Aires    | Cuartos de final (2.°)  | 1     | 5     |
| Rojas Scholem       | Ciudad de Buenos Aires    | Rojas, Buenos Aires       | Cuartos de final (9.°)  | —     | 3     |
| Social Monteros     | Monteros, Tucumán         | Monteros, Tucumán         | Cuartos de final (6.°)  | —     | 2     |
| UBA                 | Ciudad de Buenos Aires    | Ciudad de Buenos Aires    | Octavos de final (10.°) | —     | 3     |
| Vélez Sársfield     | Ciudad de Buenos Aires    | Luján, Buenos Aires       | Octavos de final (8.°)  | —     | 5     |

## Primera fase; fase regular
| Pos. | Equipo                      | PJ | PG | PP | SG | SP | TF   | TP   | Pts | Súper 4 |
| ---- | --------------------------- | -- | -- | -- | -- | -- | ---- | ---- | --- | ------- |
| 1.°  | Rojas Scholem               | 22 | 19 | 3  | 56 | 22 | 1846 | 1549 | 54  | 61      |
| 2.°  | Club de Amigos              | 22 | 16 | 6  | 50 | 25 | 1786 | 1643 | 47  | 51      |
| 3.°  | River Plate                 | 22 | 16 | 6  | 49 | 33 | 1917 | 1800 | 44  | 50      |
| 4.°  | Vélez Sársfield             | 22 | 15 | 7  | 50 | 33 | 1943 | 1850 | 44  | 45      |
| 5.°  | Náutico Hacoaj              | 22 | 11 | 11 | 47 | 36 | 1924 | 1872 | 36  |         |
| 6.°  | Olympikus Azul              | 22 | 11 | 11 | 44 | 37 | 1801 | 1722 | 36  |         |
| 7.°  | UBA                         | 22 | 12 | 10 | 43 | 38 | 1814 | 1840 | 34  |         |
| 8.°  | Alianza Jesús María         | 22 | 11 | 11 | 43 | 46 | 2002 | 2002 | 32  |         |
| 9.°  | Obras Sanitarias (San Juan) | 22 | 9  | 13 | 41 | 41 | 1865 | 1850 | 31  |         |
| 10.° | Regatas San Nicolás         | 22 | 5  | 17 | 27 | 56 | 1719 | 1876 | 17  |         |
| 11.° | Social Monteros             | 22 | 5  | 17 | 22 | 54 | 1473 | 1802 | 16  |         |
| 12.° | Koyote Salta                | 22 | 2  | 20 | 12 | 63 | 1547 | 1831 | 5   |         |

|  |                                             |
|  | Clasificados a cuartos de final.            |
|  | Clasificados a octavos de final.            |
|  | Jugó por la Permanencia.                    |
|  | Descendido a la Liga A2 de Vóley Argentino. |

## Torneo Súper 4
| Pos. | Equipo          | PJ | PG | PP | Arr | Pts |
| ---- | --------------- | -- | -- | -- | --- | --- |
| 1.°  | Rojas Scholem   | 3  | 3  | 0  | 54  | 61  |
| 2.°  | Club de Amigos  | 3  | 2  | 1  | 47  | 51  |
| 4.°  | River Plate     | 3  | 1  | 2  | 44  | 50  |
| 3.°  | Vélez Sarsfield | 3  | 0  | 3  | 44  | 45  |

Todos los partidos jugados en el Predio de la Sociedad Rural de Buenos Aires.
| Fecha       | Hora  | Local          | Resul | Visitante       | Set 1 | Set 2 | Set 3 | Set 4 | Set 5 |
| ----------- | ----- | -------------- | ----- | --------------- | ----- | ----- | ----- | ----- | ----- |
| 15 de marzo | 19:00 | Club de Amigos | 1-3   | River Plate     | 20-25 | 25-17 | 18-25 | 21-25 | —     |
| 15 de marzo | 21:00 | Rojas Scholem  | 3-1   | Vélez Sarsfield | 22-25 | 25-21 | 25-21 | 25-19 | —     |
| 16 de marzo | 19:00 | Club de Amigos | 3-0   | Vélez Sarsfield | 25-21 | 28-26 | 25-22 | —     | —     |
| 16 de marzo | 21:00 | Rojas Scholem  | 3-2   | River Plate     | 16-25 | 26-24 | 25-20 | 19-25 | 17-15 |
| 17 de marzo | 18:00 | Rojas Scholem  | 3-2   | Club de Amigos  | 25-20 | 22-25 | 23-25 | 25-23 | 15-12 |
| 17 de marzo | 20:00 | River Plate    | 3-2   | Vélez Sarsfield | 30-28 | 25-15 | 18-25 | 23-25 | 17-15 |

## Segunda fase; serie de permanencia
Social Monteros - Ciudad de Pergamino
| Fecha       | Local               | Resul | Visitante           | Set 1 | Set 2 | Set 3 | Set 4 | Set 5 |
| ----------- | ------------------- | ----- | ------------------- | ----- | ----- | ----- | ----- | ----- |
| 14 de marzo | Ciudad de Pergamino | 0 - 3 | Social Monteros     | 10-25 | 15-25 | 17-25 | -     | -     |
| 17 de marzo | Social Monteros     | 3 - 0 | Ciudad de Pergamino | 25-15 | 25-20 | 25-12 | -     | -     |

- Social Monteros salvó la categoría.
- Ciudad de Pergamino debería permanecer en la Liga A2 de Vóley Argentino, pero participó de todas formas en la siguiente temporada de la Liga A1 reemplazando a Regatas de San Nicolás.

## Segunda fase; play-offs
|  | Octavos de final | Octavos de final    | Octavos de final |                     |   | Cuartos de final | Cuartos de final | Cuartos de final |  |     | Semifinales    | Semifinales | Semifinales   |   |  | Final | Final | Final |  |
|  |                  |                     |                  |                     |   |                  |                  |                  |  |     |                |             |               |   |  |       |       |       |  |
|  |                  |                     |                  |                     |   |                  |                  |                  |  |     |                |             |               |   |  |       |       |       |  |
|  |                  |                     |                  |                     |   |                  |                  |                  |  |     |                |             |               |   |  |       |       |       |  |
|  |                  |                     |                  |                     |   |                  |                  |                  |  |     |                |             |               |   |  |       |       |       |  |
|  |                  |                     |                  |                     |   |                  |                  |                  |  |     |                |             |               |   |  |       |       |       |  |
|  |                  | 1.°                 | Rojas Scholem    | 3                   |   |                  |                  |                  |  |     |                |             |               |   |  |       |       |       |  |
|  |                  |                     |                  | 3                   |   |                  |                  |                  |  |     |                |             |               |   |  |       |       |       |  |
|  |                  |                     | 8.°              | Alianza Jesús María | 2 |                  |                  |                  |  |     |                |             |               |   |  |       |       |       |  |
|  | 8.°              | Alianza Jesús María | 8.°              | Alianza Jesús María | 2 | 2                |                  |                  |  |     |                |             |               |   |  |       |       |       |  |
|  | 8.°              | Alianza Jesús María |                  |                     |   |                  |                  |                  |  |     |                |             |               |   |  |       |       |       |  |
|  | 9.°              | Obras (San Juan)    | 1                |                     |   |                  |                  |                  |  |     |                |             |               |   |  |       |       |       |  |
|  | 9.°              | Obras (San Juan)    | 1                |                     |   |                  |                  |                  |  | 1.° | Rojas Scholem  | 3           |               |   |  |       |       |       |  |
|  |                  |                     |                  |                     |   |                  |                  |                  |  | 1.° | Rojas Scholem  | 3           |               |   |  |       |       |       |  |
|  |                  |                     | 4.°              | Vélez Sarsfield     | 1 |                  |                  |                  |  |     |                |             |               |   |  |       |       |       |  |
|  |                  |                     | 4.°              | Vélez Sarsfield     | 1 |                  |                  |                  |  |     |                |             |               |   |  |       |       |       |  |
|  |                  |                     |                  |                     |   |                  |                  |                  |  |     |                |             |               |   |  |       |       |       |  |
|  |                  |                     |                  |                     |   |                  |                  |                  |  |     |                |             |               |   |  |       |       |       |  |
|  |                  | 4.°                 | Vélez Sarsfield  | 3                   |   |                  |                  |                  |  |     |                |             |               |   |  |       |       |       |  |
|  |                  |                     |                  | 3                   |   |                  |                  |                  |  |     |                |             |               |   |  |       |       |       |  |
|  |                  |                     | 5.°              | Náutico Hacoaj      | 2 |                  |                  |                  |  |     |                |             |               |   |  |       |       |       |  |
|  |                  |                     | 5.°              | Náutico Hacoaj      | 2 |                  |                  |                  |  |     |                |             |               |   |  |       |       |       |  |
|  |                  |                     |                  |                     |   |                  |                  |                  |  |     |                |             |               |   |  |       |       |       |  |
|  |                  |                     |                  |                     |   |                  |                  |                  |  |     |                |             |               |   |  |       |       |       |  |
|  |                  |                     |                  |                     |   |                  |                  |                  |  |     |                | 1.°         | Rojas Scholem | 4 |  |       |       |       |  |
|  |                  |                     |                  |                     |   |                  |                  |                  |  |     |                |             |               | 4 |  |       |       |       |  |
|  |                  |                     | 7.°              | UBA                 | 1 |                  |                  |                  |  |     |                |             |               |   |  |       |       |       |  |
|  |                  |                     | 7.°              | UBA                 | 1 |                  |                  |                  |  |     |                |             |               |   |  |       |       |       |  |
|  |                  |                     |                  |                     |   |                  |                  |                  |  |     |                |             |               |   |  |       |       |       |  |
|  |                  |                     |                  |                     |   |                  |                  |                  |  |     |                |             |               |   |  |       |       |       |  |
|  |                  | 2.°                 | Club de Amigos   | 0                   |   |                  |                  |                  |  |     |                |             |               |   |  |       |       |       |  |
|  |                  |                     |                  | 0                   |   |                  |                  |                  |  |     |                |             |               |   |  |       |       |       |  |
|  |                  |                     | 7.°              | UBA                 | 3 |                  |                  |                  |  |     |                |             |               |   |  |       |       |       |  |
|  | 7.°              | UBA                 | 7.°              | UBA                 | 3 | 2                |                  |                  |  |     |                |             |               |   |  |       |       |       |  |
|  | 7.°              | UBA                 |                  |                     |   |                  |                  |                  |  |     |                |             |               |   |  |       |       |       |  |
|  | 10.°             | Regatas San Nicolás | 1                |                     |   |                  |                  |                  |  |     |                |             |               |   |  |       |       |       |  |
|  | 10.°             | Regatas San Nicolás | 1                |                     |   |                  |                  |                  |  | 6.° | Olympikus Azul | 1           |               |   |  |       |       |       |  |
|  |                  |                     |                  |                     |   |                  |                  |                  |  | 6.° | Olympikus Azul | 1           |               |   |  |       |       |       |  |
|  |                  |                     | 7.°              | UBA                 | 3 |                  |                  |                  |  |     |                |             |               |   |  |       |       |       |  |
|  |                  |                     | 7.°              | UBA                 | 3 |                  |                  |                  |  |     |                |             |               |   |  |       |       |       |  |
|  |                  |                     |                  |                     |   |                  |                  |                  |  |     |                |             |               |   |  |       |       |       |  |
|  |                  |                     |                  |                     |   |                  |                  |                  |  |     |                |             |               |   |  |       |       |       |  |
|  |                  | 3.°                 | River Plate      | 1                   |   |                  |                  |                  |  |     |                |             |               |   |  |       |       |       |  |
|  |                  |                     |                  | 1                   |   |                  |                  |                  |  |     |                |             |               |   |  |       |       |       |  |
|  |                  |                     | 6.°              | Olympikus Azul      | 3 |                  |                  |                  |  |     |                |             |               |   |  |       |       |       |  |
|  |                  |                     | 6.°              | Olympikus Azul      | 3 |                  |                  |                  |  |     |                |             |               |   |  |       |       |       |  |
|  |                  |                     |                  |                     |   |                  |                  |                  |  |     |                |             |               |   |  |       |       |       |  |
|  |                  |                     |                  |                     |   |                  |                  |                  |  |     |                |             |               |   |  |       |       |       |  |
|  |                  |                     |                  |                     |   |                  |                  |                  |  |     |                |             |               |   |  |       |       |       |  |
|  |                  |                     |                  |                     |   |                  |                  |                  |  |     |                |             |               |   |  |       |       |       |  |

### Octavos de final
UBA - Regatas San Nicolás
| Fecha       | Local               | Resul | Visitante           | Set 1 | Set 2 | Set 3 | Set 4 | Set 5 |
| ----------- | ------------------- | ----- | ------------------- | ----- | ----- | ----- | ----- | ----- |
| 14 de marzo | Regatas San Nicolás | 1-3   | UBA                 | 24-26 | 22-25 | 25-20 | 23-25 | -     |
| 17 de marzo | UBA                 | 2-3   | Regatas San Nicolás | 21-25 | 24-26 | 25-17 | 25-16 | 13-15 |
| 18 de marzo | UBA                 | 3-0   | Regatas San Nicolás | 25-17 | 25-17 | 25-22 | -     | -     |

Alianza Jesús María - Obras Sanitarias (San Juan)
| Fecha       | Local               | Resul | Visitante           | Set 1 | Set 2 | Set 3 | Set 4 | Set 5 |
| ----------- | ------------------- | ----- | ------------------- | ----- | ----- | ----- | ----- | ----- |
| 14 de marzo | Obras (SJ)          | 3-1   | Alianza Jesús María | 25-21 | 22-25 | 25-17 | 25-22 | -     |
| 17 de marzo | Alianza Jesús María | 3-2   | Obras San Juan      | 25-22 | 17-25 | 23-25 | 25-19 | 15-12 |
| 18 de marzo | Alianza Jesús María | 3-0   | Obras San Juan      | 25-20 | 25-23 | 25-21 | -     | -     |

### Cuartos de final
Rojas Scholem - Alianza Jesús María
| Fecha       | Local               | Resul | Visitante           | Set 1 | Set 2 | Set 3 | Set 4 | Set 5 |
| ----------- | ------------------- | ----- | ------------------- | ----- | ----- | ----- | ----- | ----- |
| 22 de marzo | Rojas Scholem       | 3-0   | Alianza Jesús María | 25-22 | 25-22 | 25-21 | -     | -     |
| 24 de marzo | Rojas Scholem       | 0-3   | Alianza Jesús María | 24-26 | 22-25 | 20-25 | -     | -     |
| 29 de marzo | Alianza Jesús María | 3-2   | Rojas Scholem       | 20-25 | 25-18 | 25-19 | 18-25 | 15-13 |
| 31 de marzo | Alianza Jesús María | 1-3   | Rojas Scholem       | 25-23 | 23-25 | 19-25 | 18-25 | -     |
| 3 de abril  | Rojas Scholem       | 3-2   | Alianza Jesús María | 20-25 | 18-25 | 25-19 | 25-15 | 18-16 |

Club de Amigos - UBA
| Fecha       | Local          | Resul | Visitante      | Set 1 | Set 2 | Set 3 | Set 4 | Set 5 |
| ----------- | -------------- | ----- | -------------- | ----- | ----- | ----- | ----- | ----- |
| 22 de marzo | Club de Amigos | 1-3   | UBA            | 23-25 | 25-20 | 24-26 | 17-25 | -     |
| 24 de marzo | Club de Amigos | 1-3   | UBA            | 25-22 | 17-25 | 22-25 | 23-25 | -     |
| 30 de marzo | UBA            | 3-0   | Club de Amigos | 25-21 | 25-22 | 25-23 | -     | -     |

River Plate - Olympikus Azul
| Fecha       | Local          | Resul | Visitante      | Set 1 | Set 2 | Set 3 | Set 4 | Set 5 |
| ----------- | -------------- | ----- | -------------- | ----- | ----- | ----- | ----- | ----- |
| 22 de marzo | River Plate    | 1-3   | Olympikus Azul | 21-25 | 21-25 | 26-24 | 17-25 | -     |
| 24 de marzo | River Plate    | 3-2   | Olympikus Azul | 22-25 | 25-21 | 15-25 | 25-22 | 20-18 |
| 29 de marzo | Olympikus Azul | 3-1   | River Plate    | 21-25 | 25-21 | 25-14 | 25-19 | -     |
| 31 de marzo | Olympikus Azul | 3-0   | River Plate    | 25-8  | 25-23 | 25-21 | -     | -     |

Vélez Sarsfield - Náutico Hacoaj
| Fecha       | Local           | Resul | Visitante       | Set 1 | Set 2 | Set 3 | Set 4 | Set 5 |
| ----------- | --------------- | ----- | --------------- | ----- | ----- | ----- | ----- | ----- |
| 22 de marzo | Vélez Sársfield | 2-3   | Náutico Hacoaj  | 27-25 | 21-25 | 25-21 | 27-29 | 14-16 |
| 25 de marzo | Vélez Sársfield | 3-0   | Náutico Hacoaj  | 25-19 | 25-22 | 25-23 | -     | -     |
| 30 de marzo | Náutico Hacoaj  | 2-3   | Vélez Sársfield | 27-29 | 25-21 | 23-25 | 27-25 | 15-17 |
| 1 de abril  | Náutico Hacoaj  | 3-2   | Vélez Sársfield | 26-24 | 23-25 | 25-27 | 25-18 | 15-12 |
| 3 de abril  | Vélez Sársfield | 3-1   | Náutico Hacoaj  | 38-36 | 23-25 | 26-24 | 25-21 | -     |

### Semifinales
Rojas Scholem - Vélez Sarsfield
| Fecha       | Local           | Resul | Visitante       | Set 1 | Set 2 | Set 3 | Set 4 | Set 5 |
| ----------- | --------------- | ----- | --------------- | ----- | ----- | ----- | ----- | ----- |
| 7 de abril  | Rojas Scholem   | 3-0   | Vélez Sársfield | 25-21 | 25-22 | 25-13 | -     | -     |
| 8 de abril  | Rojas Scholem   | 3-1   | Vélez Sársfield | 25-21 | 25-17 | 23-25 | 25-21 | -     |
| 12 de abril | Vélez Sársfield | 3-1   | Rojas Scholem   | 28-26 | 17-25 | 25-23 | 25-23 | -     |
| 13 de abril | Vélez Sársfield | 0-3   | Rojas Scholem   | 19-25 | 20-25 | 34-36 | -     | -     |

Olympikus Azul - UBA
| Fecha       | Local          | Resul | Visitante      | Set 1 | Set 2 | Set 3 | Set 4 | Set 5 |
| ----------- | -------------- | ----- | -------------- | ----- | ----- | ----- | ----- | ----- |
| 7 de abril  | Olympikus Azul | 2-3   | UBA            | 16-25 | 25-21 | 25-13 | 20-25 | 14-16 |
| 8 de abril  | Olympikus Azul | 3-1   | UBA            | 25-16 | 23-25 | 26-24 | 25-17 | -     |
| 11 de abril | UBA            | 3-1   | Olympikus Azul | 21-25 | 25-13 | 25-20 | 25-23 | -     |
| 12 de abril | UBA            | 3-0   | Olympikus Azul | 25-20 | 25-21 | 25-22 | -     | -     |

### Final
Rojas Scholem - UBA
| Fecha       | Local         | Resul | Visitante     | Set 1 | Set 2 | Set 3 | Set 4 | Set 5 |
| ----------- | ------------- | ----- | ------------- | ----- | ----- | ----- | ----- | ----- |
| 19 de abril | Rojas Scholem | 3-0   | UBA           | 25-23 | 25-20 | 25-21 | -     | -     |
| 21 de abril | Rojas Scholem | 2-3   | UBA           | 25-19 | 18-25 | 27-25 | 23-25 | 5-15  |
| 25 de abril | UBA           | 0-3   | Rojas Scholem | 20-25 | 19-25 | 21-25 | -     | -     |
| 28 de abril | UBA           | 1-3   | Rojas Scholem | 25-22 | 15-22 | 21-25 | 21-25 | -     |
| 1 de mayo   | Rojas Scholem | 3-0   | UBA           | 25-21 | 25-20 | 25-18 | -     | -     |

Campeón
Rojas Scholem
Primer título